# B.J. Mullens
Byron James Mullens, detto B.J. (Canal Winchester, 14 febbraio 1989), è un cestista statunitense con cittadinanza britannica, professionista nella NBA e nella CBA.

## Carriera
Dopo aver frequentato la Canal Winchester School, approda nella squadra degli Ohio State Buckeyes con cui si fa notare al grande palcoscenico e viene scelto in 24ª posizione nel Draft NBA 2009 dai Dallas Mavericks.

La notte del draft viene subito scambiato con gli Oklahoma City Thunder in cambio del playmaker francese Rodrigue Beaubois (scelto con la 25ª posizione in quello stesso Draft) e una futura seconda scelta.
Nella stagione 2011-12 viene scambiato dagli Oklahoma City Thunder agli Charlotte Bobcats in cambio di una seconda scelta nel Draft 2013. Il giocatore dopo la presaeson e le iniziali partite di regular season riesce a guadagnarsi il posto da titolare nella nuova squadra nel ruolo di centro.

## Statistiche

### College
| Anno      | Squadra             | PG | PT | MP   | TC%  | 3P% | TL%  | RP  | AP  | PRP | SP  | PP  |
| --------- | ------------------- | -- | -- | ---- | ---- | --- | ---- | --- | --- | --- | --- | --- |
| 2008-2009 | Ohio State Buckeyes | 33 | 2  | 20,3 | 63,8 | 0,0 | 55,9 | 4,7 | 0,3 | 0,5 | 1,1 | 8,8 |
| Carriera  | Carriera            | 33 | 2  | 20,3 | 63,8 | 0,0 | 55,9 | 4,7 | 0,3 | 0,5 | 1,1 | 8,8 |

### NBA

#### Regular Season
| Anno      | Squadra            | PG  | PT | MP   | TC%  | 3P%  | TL%  | RP  | AP  | PRP | SP  | PP   |
| --------- | ------------------ | --- | -- | ---- | ---- | ---- | ---- | --- | --- | --- | --- | ---- |
| 2009-2010 | Oklahoma Thunder   | 13  | 0  | 4,2  | 36,8 | -    | -    | 0,8 | 0,1 | 0,2 | 0,0 | 1,1  |
| 2010-2011 | Oklahoma Thunder   | 13  | 0  | 6,5  | 32,1 | -    | 50,0 | 1,8 | 0,0 | 0,2 | 0,2 | 1,9  |
| 2011-2012 | Charlotte Bobcats  | 65  | 25 | 22,5 | 42,5 | 23,5 | 82,1 | 5,0 | 0,9 | 0,3 | 0,8 | 9,3  |
| 2012-2013 | Charlotte Bobcats  | 53  | 41 | 26,9 | 38,5 | 31,7 | 64,6 | 6,4 | 1,5 | 0,6 | 0,6 | 10,6 |
| 2013-2014 | L.A. Clippers      | 27  | 0  | 6,2  | 40,6 | 33,3 | 33,3 | 1,2 | 0,2 | 0,2 | 0,1 | 2,5  |
| 2013-2014 | Philadelphia 76ers | 18  | 0  | 13,7 | 46,5 | 40,0 | 57,1 | 3,3 | 0,4 | 0,5 | 0,4 | 6,8  |
| Carriera  | Carriera           | 189 | 66 | 18,2 | 40,8 | 31,9 | 70,6 | 4,2 | 0,8 | 0,4 | 0,5 | 7,4  |

#### Playoffs
| Anno     | Squadra          | PG | PT | MP  | TC% | 3P% | TL%  | RP  | AP  | PRP | SP  | PP  |
| -------- | ---------------- | -- | -- | --- | --- | --- | ---- | --- | --- | --- | --- | --- |
| 2010     | Oklahoma Thunder | 1  | 0  | 4,0 | 0,0 | -   | 50,0 | 0,0 | 0,0 | 0,0 | 0,0 | 1,0 |
| Carriera | Carriera         | 1  | 0  | 4,0 | 0,0 | -   | 50,0 | 0,0 | 0,0 | 0,0 | 0,0 | 1,0 |